# Коц Юрій Ісакович
Юрій Ісакович Коц (9 грудня 1933, Сталіно — 6 травня 2001, Донецьк) — український шахіст, майстер спорту СРСР з 1952. Дворазовий чемпіон України із шахів 1961 та 1971 років.

## Біографія
Юрій Коц за фахом геолог. На шахових змаганнях представляв ДСТ «Буревісник» (Донецьк).
Багаторазовий учасник першостей України, входить в п'ятірку лідерів за сумарною кількістю виступів у фінальних турнірах чемпіонатів України — 18 разів (лідери Анатолій Банник та Юрій Сахаров — по 19 турнірів).
Переможець чемпіонатів України 1961 та 1971 років, срібний призер 1951 та 1955 років.
Учасник трьох фінальних турнірів чемпіонатів СРСР, найкращий результат — 9 місце (1962).
Багаторазовий учасник командних кубків СРСР у складі клубів «Наука» (1952) та «Авангард» (1961—1966, 1971). Здобув 3 командні нагороди (2 срібні та 1 бронзову), а також 4 нагороди в особистому заліку (1 золота та 3 бронзові).
У складі збірної УРСР завоював бронзову медаль 4-го чемпіонату СРСР з шахів між командами союзних республік (1955), що проходив у Ворошиловграді.

## Турнірні результати

### Чемпіонати України
Юрій Коц зіграв у 18-ти фінальних турнірах чемпіонатів України, набравши при цьому 165½ очка із 279 можливих.
| Рік  | Місце проведення | Турнір                                                             | Результат | +  | — | =  | Місце   |
| ---- | ---------------- | ------------------------------------------------------------------ | --------- | -- | - | -- | ------- |
| 1951 | Київ             | 20-й чемпіонат України                                             | 11½ з 17  | 10 | 4 | 3  | — 4     |
| 1952 | Київ             | 21-й чемпіонат України                                             | 9 з 16    | 7  | 4 | 4  | 4       |
| 1955 | Київ             | 24-й чемпіонат України                                             | 11 з 17   | 7  | 2 | 8  | Silver  |
| 1957 | Київ             | 26-й чемпіонат України                                             | 10 з 17   | 6  | 3 | 8  | 4 — 7   |
| 1958 | Київ             | 27-й чемпіонат України                                             | 10 з 16   | 5  | 1 | 10 | 5 — 7   |
| 1961 | Київ             | 30-й чемпіонат України                                             | 11 з 15   | 10 | 3 | 2  | 1 — 2   |
|      |                  | Матч з Владиславом Шияновським за 1 місце 30-го чемпіонату України | 4 з 7     | 3  | 2 | 2  | Gold    |
| 1962 | Київ             | 31-й чемпіонат України                                             | 11 з 17   | 7  | 2 | 8  | 4       |
| 1963 | Київ             | 32-й чемпіонат України                                             | 9½ з 17   | 7  | 5 | 5  | 6 — 8   |
| 1966 | Київ             | 35-й чемпіонат України                                             | 9½ з 17   | 8  | 4 | 5  | 5 — 6   |
| 1967 | Київ             | 36-й чемпіонат України                                             | 8½ з 13   | 5  | 1 | 7  | 4 — 5   |
| 1968 | Київ             | 37-й чемпіонат України                                             | 9½ з 17   | 6  | 4 | 7  | 6 — 9   |
| 1969 | Івано-Франківськ | 38-й чемпіонат України                                             | 8 з 15    | 5  | 4 | 6  | 7 — 10  |
| 1970 | Київ             | 39-й чемпіонат України                                             | 10 з 17   | 7  | 4 | 6  | 5       |
| 1971 | Донецьк          | 40-й чемпіонат України                                             | 9½ з 13   | 7  | 1 | 5  | Gold    |
| 1972 | Одеса            | 41-й чемпіонат України                                             | 6 з 17    | 2  | 7 | 8  | 16      |
| 1975 | Дніпропетровськ  | 44-й чемпіонат України                                             | 5½ з 9    |    |   |    | 11 — 14 |
| 1983 | Мелітополь       | 52-й чемпіонат України                                             | 6 з 9     | 5  | 2 | 2  | 4       |
| 1993 | Донецьк          | 62-й чемпіонат України                                             | 6 з 13    | 2  | 3 | 8  | 8 — 9   |

### Чемпіонати СРСР
| Рік  | Місце проведення | Турнір              | Результат | + | — | =  | Місце   |
| ---- | ---------------- | ------------------- | --------- | - | - | -- | ------- |
| 1961 | Баку             | 29-й чемпіонат СРСР | 8 з 20    | 5 | 9 | 6  | 14 — 16 |
| 1962 | Єреван           | 30-й чемпіонат СРСР | 10 з 19   | 5 | 4 | 10 | 9       |
| 1967 | Харків           | 35-й чемпіонат СРСР | 5½ з 13   |   |   |    | 91 — 98 |